# Schleierfall
La Schleierfall, également appelée Schleier, est une cascade de 60 mètres de haut, située sur le cours de la rivière Rettenbach, dans le district de Kitzbühel, dans le Tyrol en Autriche. La Rettenbach forme la limite entre les communes de St. Johann in Tirol et Going am Wilden Kaiser. 
La Schleierfall se trouve à 1 586 m d'altitude, dans le chaînon Wilder Kaiser du massif des Kaisergebirge. 
La cascade se trouve à environ trois quarts d’heure de marche du parking gratuit Aschau. En raison du grand nombre de visiteurs de la cascade, le club alpin gère un pavillon de toilettes d’urgence au pied de la cascade où se trouvent également plusieurs bancs.

## Escalade

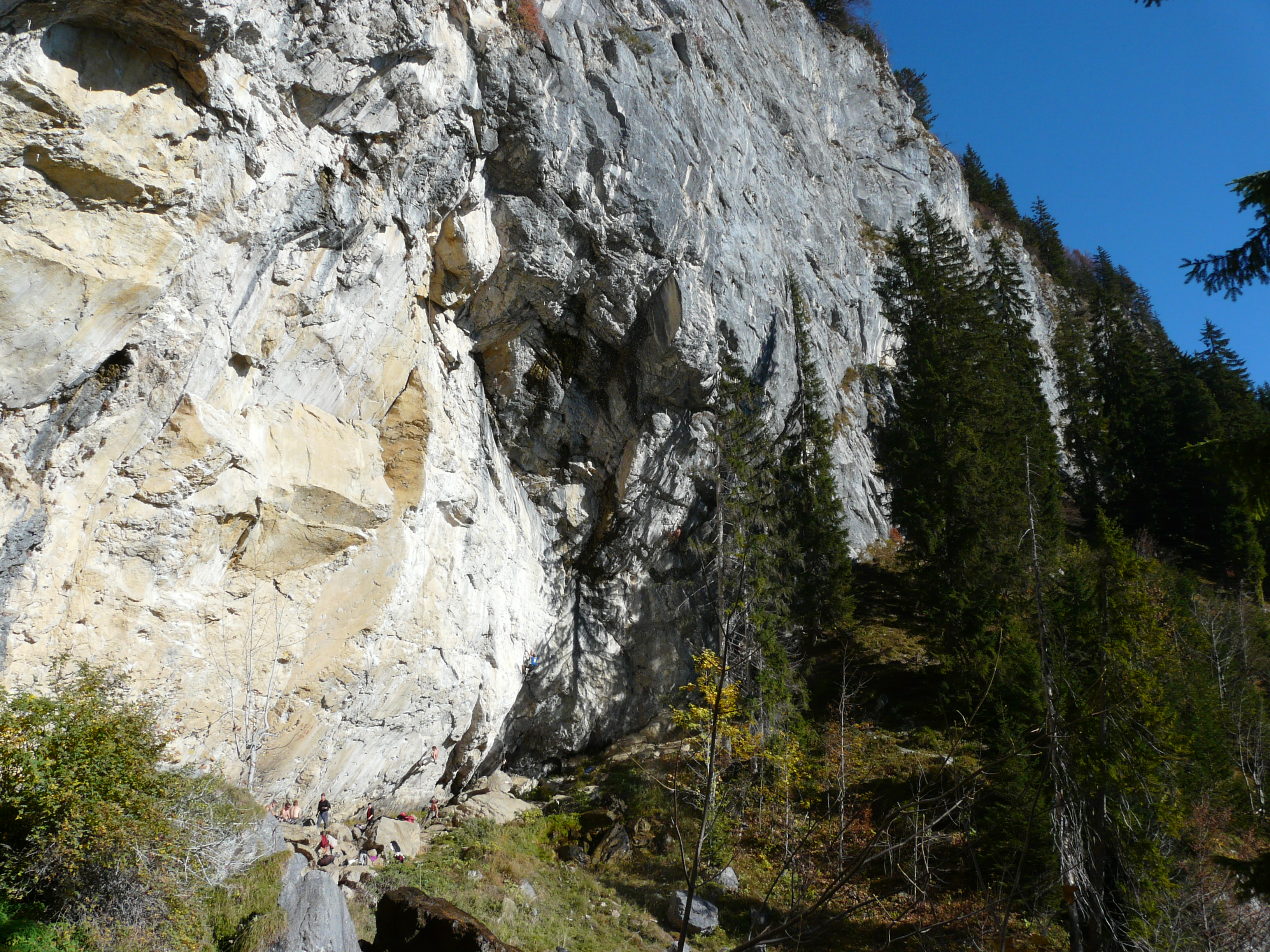
Voies d'escalade à proximité de la Schleierfall.

Le site de la chute est très populaire auprès des amateurs d'escalade. Les grimpeurs escaladent les rochers de 60 m de hauteur et en surplomb à côté de la cascade. Il s'y trouve certaines des voies d'escalade les plus difficiles au monde, comme Open Air, White Rose, Fugu et Mongo. L'itinéraire Open Air, ouvert en 1996 par Alexander Huber est probablement le premier itinéraire en difficulté 11+ (UIAA, soit 9a + en français).